# 张士奎
张士奎（1937年7月—2017年10月6日），河北唐山人，中国共产党人，中华人民共和国官员。

## 生平
1956年6月入伍，1960年4月加入中国共产党，历任飞行学员、飞行员、大队长、副团长、副师长、师长，空军武汉指挥所政委等职，前成都军区空军副政委兼纪律检查委员会书记。
于2017年10月6日在成都病逝。